# Луцій Флавій
Лу́цій Фла́вій (лат. Lucius Flavius; I століття до н. е.) — політичний, державний та військовий діяч часів пізньої Римської республіки, консул-суфект 33 року до н. е.

## Біографія
Походив з плебейської частини роду Флавіїв. Про батьків, юні роки відомостей не збереглося.
Належав до прибічників Марка Антонія. 33 року до н. е. його було обрано консулом-суффектом разом з Луцієм Автронієм Петом. 1 січня того року вони замінили Октавіана Августа і Луція Волкація Тулла, які пробули консулами всього кілька годин. 1 липня того ж року Луцій Автроній і Луцій Флавій у свою чергу поступилися повноваження наступній парі магістратів — Марку Ацилію Глабріону і Гаю Фонтею Капітону.
З того часу про його подальшу долю згадок немає.